# ریچارد کیهیل
ریچارد کیهیل (انگلیسی: Richard Cahill؛ زادهٔ) بازیکن فوتبال اهل بریتانیا است.
از باشگاه‌هایی که در آن بازی کرده‌است می‌توان به باشگاه فوتبال بلکپول اشاره کرد.